# Człowiek z kamerą (film 1929)

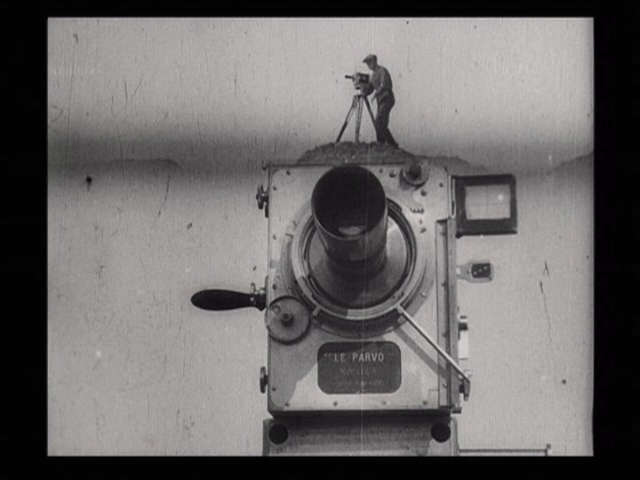
Kadr z filmu

Człowiek z kamerą (ros. Человек с киноаппаратом, Czełowiek s kinoapparatom) –  radziecki film dokumentalny o charakterze eksperymentalnym w reżyserii Dzigi Wiertowa nakręcony w 1929 roku dla kijowskiego studia filmowego VUFKU (Wszechukraiński Zarząd Filmowo-Fotograficzny).
Film stanowi reportaż z życia codziennego wielkiego radzieckiego miasta. Jest odpowiednikiem reportaży filmowych z życia wielkich stolic (Berlin, symfonia wielkiego miasta (1927) Waltera Ruttmana,  film o Paryżu Mijają godziny (1926) Alberto Cavalcantiego), które w tym czasie były popularne na Zachodzie.
Film opowiada historię przeciętnego dnia obywateli Związku Radzieckiego. Ludzie ukazani są rankiem, w pracy, podczas uroczystości oraz zwyczajnego poruszania się po mieście. Kamera filmuje pojazdy w trakcie ruchu, ukazuje narodziny, śmierć, małżeństwo i rozwód. Filmowiec ma się zanurzyć dosłownie w życiu zwykłego człowieka. Aby oddać tempo wielkomiejskiego ruchu, w tym celu wykorzystuje technikę filmową, która była wówczas dostępna. Wiertow w swoim obrazie użył wielu innowacyjnych, jak na tamte czasy, technik jak np. przyspieszenia oraz zwolnienia obrazu, zatrzymania pojedynczych klatek, przybliżenia, przeskoków i dzielenie ekranu.
Film jest dostępny z wieloma ścieżkami dźwiękowymi do wyboru. Muzykę do filmu napisali m.in. The Cinematic Orchestra, Biosphere, Michael Nyman oraz In The Nursery.